# The Lonedale Operator
The Lonedale Operator é um filme mudo norte-americano de 1911 em curta-metragem, do gênero drama, dirigido por D. W. Griffith e escrito por Mack Sennett para Biograph Company. Cópias do filme encontram-se conservadas no Museu de Arte Moderna dos Estados Unidos. A trama do filme envolve uma menina que assume um posto de telégrafo depois que seu pai fica doente. Depois da folha de pagamento da cidade é entregue, dois vagabundos tentam roubar o dinheiro. Seu assalto é frustrado porque a menina é capaz de telégrafar por ajuda e, em seguida, manter os ladrões até que a ajuda chegue. The Lonedale Operator inclui "elementos de romance, drama, suspense, ocidental, e até um pouco de comédia perto do fim."
Diferente da maioria dos filmes da época, que tinha um enredo simples definir em um único local, The Lonedale Operator "intercala três espaços primários—interiores do telégrafo, os criminosos fora, e o trem de resgate." Embora o público em 1911 não foram utilizados para tal edição, o uso do telégrafo ajudou a compreender a transversalidade entre as cenas de tal maneira que eles poderiam seguir o enredo. O filme também é significativo para o uso de Griffith de um close-up de uma chave, que a menina tinha fingido era uma arma. Na época do lançamento do filme, close-ups ainda eram incomuns. The Lonedale Operator ilustra crescente domínio de Griffith do meio.
The Lonedale Operator  foi refeito em 2005 por estudantes de Offenburg University of Applied Sciences, que rodou o filme contra uma tela verde e depois digitalmente foram adicionados os fundos, o vídeo foi postado no YouTube.

## Elenco
- Verner Clarges
- Guy Hedlund
- Jeanie Macpherson
- W. C. Robinson
- Edward Dillon - (não creditado)
- Francis J. Grandon - (não creditado)
- Joseph Graybill - (não creditado)
- Dell Henderson - (não creditado)
- Wilfred Lucas - (não creditado)
- W. Chrystie Miller - (não creditado)
- George Nichols - (não creditado)
- Blanche Sweet - (não creditado)
- Charles West - (não creditado)